# Les Reines de la nuit
Pour plus de détails, voir Fiche technique et Distribution.
Les Reines de la nuit (Beverly Hills Madam) est un téléfilm américain d'Harvey Hart, diffusé le 6 avril 1986 sur le réseau NBC.

## Fiche technique
- Titre original : Beverly Hills Madam
- Titre français : Les Reines de la nuit
- Réalisation : Harvey Hart
- Scénario : Nancy Sackett
- Direction artistique : Beala Neel
- Décors : Cheryal Kearney
- Costumes : Diana Reynolds (costume superviseur)
- Photographie : Isidore Mankofsky
- Montage : Michael F. Anderson, George Jay Nicholson
- Musique : Lalo Schifrin
- Production : Everett Chambers
  - Production déléguée : Nancy Sackett
  - Production associée : Robert Birnbaum
- Société(s) de production : NLS Productions, Orion Television
- Société(s) de distribution : NBC
- Pays d'origine : États-Unis
- Année : 1986
- Langue originale : anglais
- Format : couleur (DeLuxe) – 35 mm – 1,33:1 – mono
- Genre : drame
- Durée : 97 minutes
- Dates de sortie : 
  -  États-Unis : 6 avril 1986

## Distribution
- Faye Dunaway (VF : Evelyn Selena) : Lil Hutton
- Melody Anderson : Claudia Winston
- Donna Dixon : Wendy Benton
- Terry Farrell : Julie Tyler
- Robin Givens : April Baxter
- Louis Jourdan : Douglas Corbin
- Marshall Colt : Steven Beck
- William Jordan : Len Culver
- Nicolas Coster : Oncle Edgar
- William Traylor : Taylor
- Gary Hershberger : Justin
- Tom Williams :
- Jay W. MacIntosh :
- William Marshall : le veuf de Jenny
- Ronan O'Casey :
- Seymour Cassel : Tony